# Anthracoidea humilis
Anthracoidea humilis är en svampart som beskrevs av Vánky 1983. Anthracoidea humilis ingår i släktet Anthracoidea och familjen Anthracoideaceae.   Inga underarter finns listade i Catalogue of Life.